# Henry Seymour, 9. Marquess of Hertford

Wappen des Marquess of Hertford

Henry Jocelyn Seymour, 9. Marquess of Hertford (* 6. Juli 1958) ist ein britischer Peer.
Er ist der Sohn von Hugh Seymour, 8. Marquess of Hertford, und Pamela Térèse Louise de Chimay.
Er besuchte die Harrow School in London und studierte am Royal Agricultural College in Cirencester.
Am 15. Dezember 1990 heiratete er die aus Brasilien stammende Beatriz Karam. Mit ihr hat er vier Kinder:
- Lady Gabriella Helen Seymour (* 1992);
- William Francis Seymour, Earl of Yarmouth (* 1993);
- Lord Edward George Seymour (* 1995);
- Lady Antonia Louisa Seymour (* 1998).

Er bewohnt den Familiensitz Ragley Hall bei Alcester, Warwickshire, von wo aus er seit 1991 die familieneigenen Ländereien verwaltet.
Beim Tod seines Vaters am 22. Dezember 1997 erbte er dessen Titel einschließlich des damit verbundenen Sitzes im House of Lords. Bereits 1999 verlor er mit dem House of Lords Act seinen erblichen Anspruch auf einen Parlamentssitz. Seit 2012 hat er das Amt eines Deputy Lieutenant von Warwickshire inne.